# اوتویل-لومپن
اوتویل-لومپن (به فرانسوی: Hauteville-Lompnes) یک کمون در فرانسه است که در canton of Hauteville-Lompnes واقع شده‌است.

## خصوصیات
اوتویل-لومپن ۵۰٫۳۴ کیلومترمربع مساحت و ۴٬۱۹۳ نفر جمعیت دارد و ۸۱۰ متر بالاتر از سطح دریا واقع شده‌است.